# Poupée parachutiste

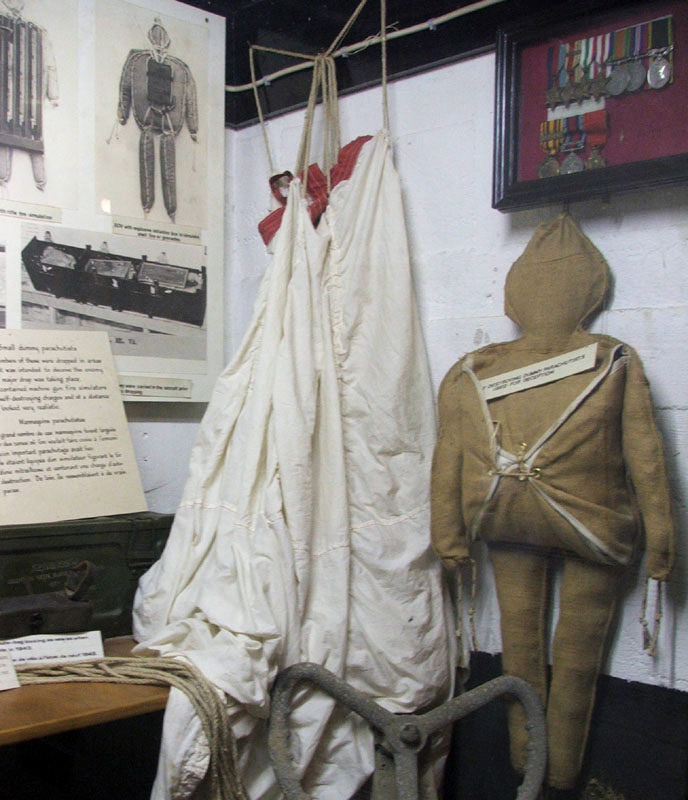
La poupée parachutiste Rupert utilisée pendant le débarquement de Normandie.

Une poupée parachutiste, en anglais paradummy, en allemand Fallschirmpuppen, est un petit mannequin utilisé en nombre pendant la Seconde Guerre mondiale pour faire croire à l'ennemi au moment du largage et de la descente qu'il assiste à l'arrivée de vrais parachutistes ou plus nombreux qu'ils ne sont. Il s'agit d'une forme de leurre militaire.

## Histoire
Les poupées parachutistes furent utilisées pour la première fois par les Allemands au cours de la bataille des Pays-Bas et de celle de Belgique en mai 1940. 
L'US Navy développa un modèle gonflable en caoutchouc qui fut utilisé lors du débarquement de Provence, aux Philippines ainsi qu'en Nouvelle-Guinée en accompagnement d'un saut du 503e régiment d'infanterie.
Leur utilisation la plus connue, en raison du film Le Jour le plus long, est celle des Alliés pendant le débarquement de Normandie, lors de l'opération Titanic au cours de laquelle quelque 500 « poupées Dummies » sont larguées dans la région de St-Lô, Yvetôt, Caen et à l'est de l'Orne. Ces poupées étaient faites en toile de jute, leur ventre contenant un parachute, et avaient 50 cm de hauteur et bien différentes du modèle sophistiqué mis en scène dans le film. Elles contenaient pourtant des mécanismes simulant des coups de feu (fusil, mitrailleuse, mortier) voire des jurons de soldats enregistrés[réf. nécessaire] et une petite charge explosive d'auto-destruction pour que les Allemands ne découvrent pas trop rapidement le stratagème.  